# Saison 2022-2023 de l'AC Ajaccio
Chronologie
Saison précédente Saison suivante
La saison 2022-2023 de l'AC Ajaccio, club de football français, voit le club évoluer en championnat de France de football de Ligue 1.

## Transferts

### Transferts estivaux
| Nom      | Nationalité | Poste | Transfert | Provenance/Destination | Division |
| -------- | ----------- | ----- | --------- | ---------------------- | -------- |
| Arrivées |             |       |           |                        |          |
| Départs  |             |       |           |                        |          |

### Transferts hivernaux
| Nom      | Nationalité | Poste | Transfert | Provenance/Destination | Division |
| -------- | ----------- | ----- | --------- | ---------------------- | -------- |
| Arrivées |             |       |           |                        |          |
| Départs  |             |       |           |                        |          |

## Compétitions
| Ligue 1 Uber Eats | Coupe de France                                |
| ----------------- | ---------------------------------------------- |
| 18e 26 points     | 16e de finale (éliminé 2-0 par le Toulouse FC) |
| 7V 5N 26D         | 1V 0N 1D                                       |
| TOTAL: 8V 5N 27D  |                                                |

### Championnat

#### Classement
| Rang | Équipe       | Pts | J  | G | N  | P  | Bp | Bc | Diff | Qualification ou relégation |
| ---- | ------------ | --- | -- | - | -- | -- | -- | -- | ---- | --------------------------- |
| 16   | FC Nantes    | 36  | 38 | 7 | 15 | 16 | 37 | 55 | −18  |                             |
| 17   | AJ Auxerre P | 35  | 38 | 8 | 11 | 19 | 35 | 63 | −28  | Relégation en Ligue 2       |
| 18   | AC Ajaccio P | 26  | 38 | 7 | 5  | 26 | 23 | 74 | −51  | Relégation en Ligue 2       |
| 19   | ES Troyes AC | 24  | 38 | 4 | 12 | 22 | 45 | 81 | −36  | Relégation en Ligue 2       |
| 20   | Angers SCO   | 18  | 38 | 4 | 6  | 28 | 33 | 81 | −48  | Relégation en Ligue 2       |

#### Évolution du classement et des résultats
| Journée  | 1  | 2  | 3  | 4  | 5  | 6  | 7  | 8  | 9  | 10 | 11 | 12 | 13 | 14 | 15 | 16 | 17 | 18 | 19 | 20 | 22 | 21 | 23 | 24 | 25 | 26 | 27 | 28 | 29 | 30 | 31 | 32 | 33 | 34 | 35 | 36 | 37 | 38 |
| -------- | -- | -- | -- | -- | -- | -- | -- | -- | -- | -- | -- | -- | -- | -- | -- | -- | -- | -- | -- | -- | -- | -- | -- | -- | -- | -- | -- | -- | -- | -- | -- | -- | -- | -- | -- | -- | -- | -- |
| Rang     | 15 | 17 | 18 | 20 | 20 | 20 | 20 | 20 | 20 | 18 | 18 | 19 | 19 | 17 | 18 | 15 | 16 | 16 | 18 | 18 | 17 |    |    |    |    |    |    |    |    |    |    |    |    |    |    |    |    |    |
| Résultat | D  | N  | D  | D  | D  | D  | D  | V  | D  | V  | N  | D  | D  | V  | N  | V  | D  | D  | D  | D  | V  |    |    |    |    |    |    |    |    |    |    |    |    |    |    |    |    |    |

## Effectif professionnel actuel
Le tableau liste l'effectif professionnel de l'AC Ajaccio pour la saison 2022-2023.

## Statistiques

### Statistiques collectives
| Compétition     | Débute au tour            | Termine | Matches joués | Gagnés | Nuls | Perdus | Buts pour | Buts contre | Différence |
| --------------- | ------------------------- | ------- | ------------- | ------ | ---- | ------ | --------- | ----------- | ---------- |
| Ligue 1         | Non commencé              | -       | 0             | 0      | 0    | 0      | 0         | 0           | +0         |
| Coupe de France | Trente-deuxième de finale | -       | 0             | 0      | 0    | 0      | 0         | 0           | +0         |
| Total           | -                         | -       | 0             | 0      | 0    | 0      | 0         | 0           | +0         |